# Diego Montez
Diego Lima Montes (Cotia, 27 de noviembre de 1991), más conocido simplemente como Diego Montez, es un actor, cantante y guionista brasileño.

## Biografía y carrera
Montez nació en Cotia, São Paulo en 27 de noviembre de 1991, hijo de la actriz y ex-plantilla Sônia Lima y del presentador de radio y televisión y político Wagner Montes. Se formó en Artes dramáticos por el Teatro Escuela Célia Helena, donde participó de espectáculos como "Esa Propiedad Está Condenada", de Tennessee Williams, y "Pequeños Burgueses", de Máximo Gorki.
Se formó guionista por la Universidad Anhembi Morumbi y tiene dos series de su autoría producidas por la Raíz Producciones, del cual es socio.
Comenzó su carrera en teatro musical con montajes académicos de espectáculos como "Footloose", "Les Miserábles" y "El Despertar de la Primavera".
Profesionalmente, protagonizó espectáculos de éxito en el circuito paulista como "Sesión de la Tarde, o Usted No Supo Amarme" y la ópera-rock "Lado B - Cambiaron las Estaciones".
En 2010, se destacó como el vilão Afonso, en el musical nacional "Se Esa Calle Fuera Mía", que lotou el Centro Cultural Vergueiro durante su temporada.
En la televisión, comenzó con participaciones en La Historia de Ester, en la Red Record, y tuvo su primer papel en Amor y Revolución, del SBT. El año siguiente, enmendó en el éxito teen Rebelde, nuevamente en la Record. En la secuencia, participó del elenco de Dueña Xepa.
Divide su tiempo entre la productora independiente, estudios de esquina y baila, autoría de su primer romance infantojuvenil. También formó parte del elenco de "In The Heights", musical vencedor de Tony Award de Mejor Musical en la Broadway, que llegó a Brasil en 2014, bajo la dirección de Wolf Maya.
Estuvo en cartel con el musical Wicked, en el Teatro Renault en São Paulo, como ensemble y cover del personaje Fiyero, papel de Jonatas Faro y André Loddi, que abandonó el espectáculo en el comienzo de junio.
Actualmente está en cartel en el teatro frei taza interpretando Angel en el musical Rent.
A partir del segundo semestre de 2017, estará en cartel con el espectáculo A Era del Rock (Rock Of Actúas), interpretando Drew, par romántico de la Sherrie - que será interpretada por Thuany Pariente, Glindão.

## Filmografía

### Televisión
| Año  | Título                  | Papel                         |
| ---- | ----------------------- | ----------------------------- |
| 2010 | La Historia de Ester    |                               |
| 2011 | Amor y Revolución       | Gabriel                       |
| 2012 | Rebelde                 | Murilo                        |
| 2013 | Dueña Xepa              | Ricardo Lopes Coutinho (Rick) |
| 2015 | Cómplices de un Rescate | Tomás Gomes                   |
| 2018 | Z4                      | Felipe Vasques                |

### Cine
| Año  | Título                     | Papel | Notas           | Ref. |
| ---- | -------------------------- | ----- | --------------- | ---- |
| 2009 | Humo en Formatos Bizarros  |       | Película franca |      |
| 2010 | Cuando la Primavera Llegar |       | Película franca |      |

## Teatro
| Año  | Título                          | Papel                             |
| ---- | ------------------------------- | --------------------------------- |
| 2013 | Cazuza, Pro Día Nacer Feliz     | Guto Goffi                        |
| 2016 | Wicked                          | Ensemble/Cover de Fiyero          |
| 2016 | Rent                            | Angel Dumott Schunard             |
| 2017 | Rock Of Actúas (A Era del Rock) | Drew                              |
| 2017 | Chacrinha, El Musical           | Sidney Magal, Ney Matogrosso      |
| 2017 | Dos Hijos de Francisco          | Ensemble/Cover de Zezé di Camargo |
| 2018 | La Noviça Rebelde               | Rolf                              |